# Friedrichsthal (Wipperfürth)
Friedrichsthal ist eine Ortschaft von Wipperfürth im Oberbergischen Kreis im Regierungsbezirk Köln in Nordrhein-Westfalen (Deutschland). Die Ortschaft gehört zum Ortsbezirk Agathaberg.

## Lage und Beschreibung
Friedrichsthal liegt im östlichen Wipperfürth an der Landstraße L302 zwischen Wipperfürth und Frielingsdorf. Nachbarortschaften sind Teufelswiese, Jägerhof, Nagelsbüchel, Peppinghausen und Dohrgaul.
Der Gaulbach fließt nördlich am Ort vorbei, der Schladberg im Süden stellt die höchste Erhebung.
Politisch wird die Ortschaft durch den Direktkandidaten des Wahlbezirks 14.1 (141) Agathaberg im Rat der Stadt Wipperfürth vertreten.

## Geschichte
In der topographischen Karte von 1962 tauchte erstmals die Ortsbezeichnung Friederichstal auf. Die Ausgabe von 1927 bezeichnet die Gehöfte am Gaulbach mit zu Peppinghausen. Die Preußische Uraufnahme von 1840 bis 1844 vermerkt erstmals im Bereich des Ortes Friederichtal die 1835 von Chr. Goller erbaute Knochenmühle, hier jedoch ohne eine Ortsangabe. In der Karte von 1927 wird die Mühle nicht mehr aufgeführt.

## Busverbindungen
Über die im Ort befindliche Haltestelle Friedrichsthal der Linie 333 ist Friederichstal an den öffentlichen Personennahverkehr angeschlossen.

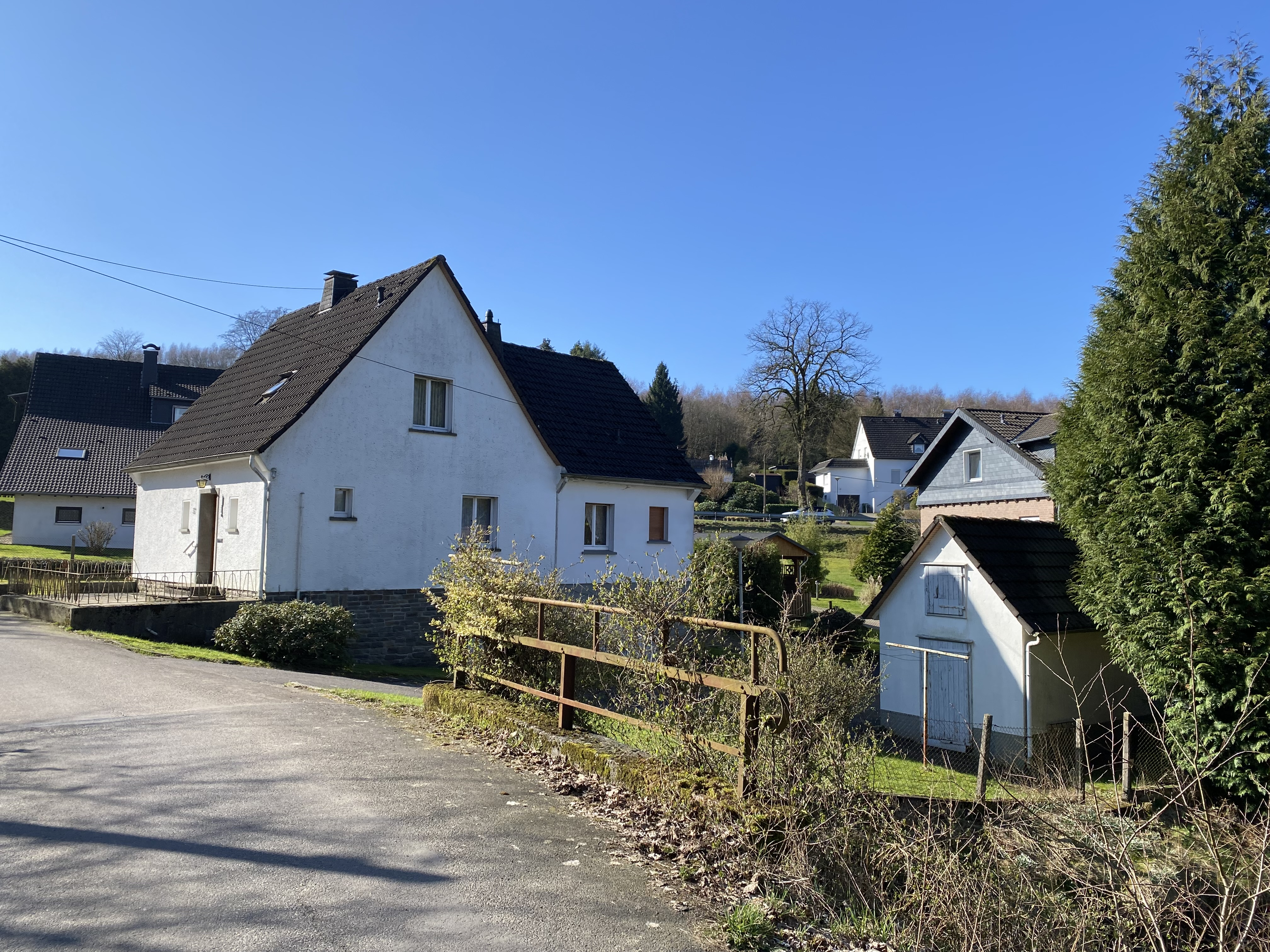
Straße über den Gaulbach von Peppinghausen nach Friedrichsthal
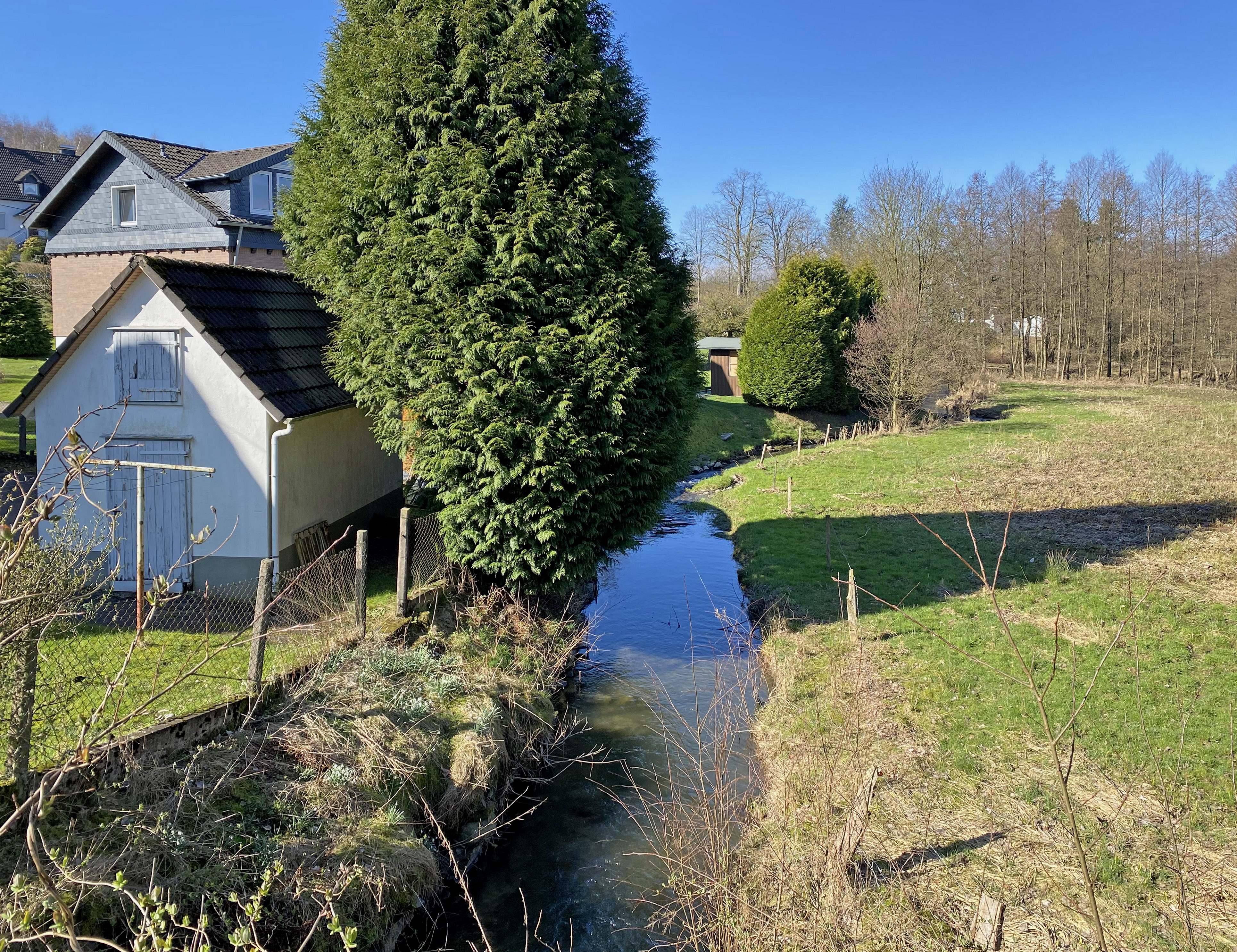
Gaulbach in Friedrichsthal